# Achille Richard
Achille Richard (París, 27 de abril de 1794- París, 5 de octubre de 1852) fue un médico, micólogo, botánico, pteridólogo, y briólogo francés.

## Biografía
Achille Richard fue un médico y botánico (hijo de un notable botánico) que ejerció como profesor de Botánica en la Facultad de Medicina de la Universidad de la Sorbona en París.
Farmacéutico en la Armada francesa y miembro de varias conocidas sociedades de su tiempo. Achille Richard fue unos de los líderes botánicos de su tiempo, y sus libros son aún hoy en día valorados por su claridad y precisión. Tuvo una intensa correspondencia por carta con Charles Darwin.
Achille Richard ingresó el 24 de febrero de 1834 como miembro de la Academia de Ciencias (Sección Botánica). También fue miembro de la "Academia Nacional de Medicina".
Achille Richard estudió y describió varios géneros de orquídeas que llevan su abreviatura en el nombre genérico entre ellos en 1825 Ludisia.

## Obra
- 1819: Nouveaux Elements de Botanique. París.
- 1820: Monographie du genre Hydrocotyle de la famille des ombellifères.
- 1823: Botanique médicale, ou Histoire naturelle et médicale des médicamens, des poisons et des alimens, tirés du règne végétal. Ed. Béchet jeune, París, dos vols. 1823.
- 1826: Commentatio botanica de conifereis et cycadeis.... Ed. J.G. Cotta, Stugart.
- Participa de la publicación del Dictionnaire des drogues simples et composées, ou Dictionnaire d'histoire naturelle médicale, de pharmacologie et de chimie pharmaceutique. Ed. Béchet jeune. Cinco vols, con Alphonse Chevallier (1793-1879).
- 1827-1829: Dictionnaire de drogues simples et composées.
- 1828: Monographie des orchidées des îles de France et de Bourbon.
- 1828:Histoire Physique, Politique et Naturelle de L'Iles de France et de Bourbon (monografía de orquídeas de las islas de Francia y de Réunion) (disponible en línea Gallica).
- 1829: Mémoire sur la famille des rubiacées contenant la description générale de cette famille et les caractères des genres qui la composent.
- 1830-1833: Florae Senegambiae tentamen, seu Historia plantarum in diversis Senegambiae regionibus a peregrinatoribus Perrottet et Leprieur detectarum, junto con Jean B.A. Guillemin (1796-1842) y G. Samuel Perrottet (1793-1859). Ed. Treuttel & Wurtz. París
- 1831-1835:  Éléments d'histoire naturelle médicale; publica tres vols. (el primero consagrado a la Zoología, los otros dos a la Botánica) Ed Béchet jeune, París.
- 1834: Voyage de découvertes de l'Astrolabe.
- 1845: Botanique: plantes vasculaires de la Histoire physique, politique et naturelle de l'île de Cuba de Ramón de la Sagra (1798-1871). Fue autor de la tercera parte, consagrada a la Botánica, de Voyage en Abyssinie exécuté pendant les années 1839, 1840, 1841, 1842, 1843... de Charlemagne Théophile Lefebvre (1811-1860).
- 1847-1851: Tentamen florae abyssinicae.
- 1851: Con Anselme Payen (1795-1871) Précis d'agriculture théorique et pratique, à l'usage des écoles d'agriculture, des propriétaires et des fermiers. Ed. Hachette, París, dos vols.).
- 1852: Précis de botanique et de physiologie végétale. Ed. Béchet jeune, París.

- La abreviatura «A.Rich.» se emplea para indicar a Achille Richard como autoridad en la descripción y clasificación científica de los vegetales.[1]